# Alessandro Argenton
Alessandro Argenton (Cividale del Friuli, 1937. február 11. – Velence, 2024. január 7.) olimpiai ezüstérmes olasz lovas.

## Pályafutása
1960 és 1976 között öt olimpián vett részt. Az 1972-es müncheni olimpián lovastusa egyéniben ezüstérmet szerzett Woodland nevű lovával.
Visszavonulása után testvérével Ruggero Argentonns egy lovasközpontot hoztak létre.

## Olimpiai eredményei
| Év   | Helyszín    | Versenyszám | Ló              | Helyezés     | Megjegyzések |
| ---- | ----------- | ----------- | --------------- | ------------ | ------------ |
| 1960 | Róma        | egyéni      | Rainbow Bouncer | DNF          |              |
| 1960 | Róma        | csapat      | Rainbow Bouncer | nem értékelt |              |
| 1964 | Tokió       | egyéni      | Scottie         | DNF          |              |
| 1964 | Tokió       | csapat      | Scottie         | nem értékelt | [ 2 ]        |
| 1968 | Mexikóváros | egyéni      | Diambo de Nora  | 16.          |              |
| 1968 | Mexikóváros | csapat      | Diambo de Nora  | DNF          |              |
| 1972 | München     | egyéni      | Woodland        | 2.           |              |
| 1972 | München     | csapat      | Woodland        | 8.           |              |
| 1976 | Montréal    | egyéni      | Woodland        | 22.          |              |
| 1976 | Montréal    | csapat      | Woodland        | 4.           |              |

## Sikerei, díjai
- Olimpiai játékok – lovastusa (egyéni)
  - ezüstérmes: 1972, München